# Mica (brazylijski piłkarz)
Mica, właśc. Alfredo Pereira de Melo (ur. 15 października 1904 w Salvador  – zm. 10 marca 1989 w Salvador) – piłkarz brazylijski, występujący podczas kariery na pozycji defensywnego pomocnika.

## Kariera klubowa
Karierę piłkarską Mica rozpoczął w klubie Yankee Salvador w 1921 roku. W latach 1922–1923 występował w Botafogo Salvador. Podczas tego okresu Mica dwukrotnie zdobył mistrzostwo stanu Bahia – Campeonato Baiano w 1922 i 1923 roku. Ostatnim klubem w jego karierze było EC Bahia, gdzie zakończył karierę w 1924 roku. Z Bahią zdobył mistrzostwo stanu Bahia – Campeonato Baiano w 1924 roku.

## Kariera reprezentacyjna
W reprezentacji Brazylii Mica zadebiutował 11 listopada 1923 w meczu z reprezentacją Paragwaju podczas Copa América 1923. Na turnieju wystąpił we wszystkich trzech meczach Brazylii z Paragwajem, Urugwajem i Argentyną. Ostatni raz w barwach canarinhos wystąpił 9 grudnia 1923 w przegranym 0-2 meczu z reprezentacją Argentyny, którego stawką było Copa Julio Roca 1923.